# Nocticanace mahensis
Nocticanace mahensis är en tvåvingeart som först beskrevs av Lamb 1912.  Nocticanace mahensis ingår i släktet Nocticanace och familjen Canacidae.
Artens utbredningsområde är Seychellerna. Inga underarter finns listade i Catalogue of Life.